# Ämterpatronage
Ämterpatronage bezeichnet die Auslese von Bewerbern bei der Besetzung von Ämtern und Positionen (vor allem im öffentlichen Dienst oder im Wissenschaftsbetrieb) auf der Grundlage von Zugehörigkeit zu einer bestimmten Partei, wissenschaftlichen Schule, Weltanschauung oder persönlichen Bekanntschaften (Verwandtschaft – siehe Vetternwirtschaft –, Vereins- oder Verbindungskameradschaft).
Die Praxis der Ämterpatronage ist bereits von Max Weber beschrieben worden. Er differenzierte zwischen Weltanschauungs- und Ämterpatronageorganisationen. In seinem berühmten Vortrag Politik als Beruf am 28. Januar 1919 erklärte Weber, dass früher die Fürsten, Eroberer und die erfolgreichen Parteichefs Lehen, Bodenschenkungen und Pfründen vergeben hätten.

„Heute sind es Ämter aller Art in Parteien, Zeitungen, Genossenschaften, Krankenkassen, Gemeinden und Staaten, welche von den Parteiführern für treue Dienste vergeben werden. Alle Parteikämpfe sind nicht nur Kämpfe um sachliche Ziele, sondern vor allem auch: um Ämterpatronage.“

Die bis heute kritisierte Ämterpatronage im Auswärtigen Amt war Gegenstand der Untersuchung einer internationalen Historikerkommission, die ihre Ergebnisse im Oktober 2010 der Öffentlichkeit vorlegte. Demnach konnten mutmaßliche NS-Kriegsverbrecher in den 1950er Jahren im Auswärtigen Amt Seilschaften bilden und Karriere machen.
Auch Theodor Eschenburg hat das Phänomen der „Ämterpatronage“ beschrieben. Er unterschied zwischen Herrschaftspatronage, Versorgungspatronage, Belohnungspatronage und Proporzpatronage:

„Herrschaftspatronage dient meist der Absicherung parteipolitischen Einflusses. Indem loyale ‚Mitstreiter‘ auf wichtige Posten gehievt werden, werden Machtpositionen gesichert. Versorgungspatronage ist ebenfalls weit verbreitet. ‚Verdiente Funktionäre‘, Wahlkämpfer, Wasserträger oder auch Honoratioren, die ihren Posten verloren haben, werden mit einem Amt versorgt. Sie sind dem, der diese Patronage gewährt, zu Dank verpflichtet. Dies sichert ebenfalls Macht und Einfluss. Verwandt damit ist die Belohnungspatronage für treue Dienste. Schließlich ist die Proporzpatronage vor allem unter den großen Volksparteien verbreitet.“

Der frühere deutsche Bundespräsident Richard von Weizsäcker schrieb dazu:

„Es sind die Parteien und ihre Fraktionen, die exklusiv über einen politischen Aufstieg oder Ausschluss entscheiden. Dabei pflegen sie eine tiefe Abneigung gegenüber jedwedem Seiteneinsteiger, es sei denn, sie versprechen sich von ihm einen unmittelbaren Zuwachs an Ansehen. Sie sichern durch Ämterpatronage ihren Einfluss bis tief hinein in die gesamte Gesellschaft. Treue Dienste werden mit Positionen aller Art belohnt. Stets bleibt für die Partei das Wichtigste der Weg zur Macht im Staat. Für den Einzelnen führt er über die Macht in der Partei. Innerparteiliche Meinungseinheit soll den Machtkampf stärken. Ein System von Belohnungen und Bestrafungen zielt auf größtmögliche Disziplin. Abweichler werden zur Ordnung gerufen.“

Im Bereich Strafverfolgung werden Generalstaatsanwälte (Leiter der Generalstaatsanwaltschaften bei den Oberlandesgerichten) und Leitende Oberstaatsanwälte (Leiter der Staatsanwaltschaften bei den Landgerichten) oft nach Parteizugehörigkeit und Regierungsnähe ausgewählt, was unter anderem mit der Sorge um Transparenz begründet wird. Zudem sind Staatsanwälte nach deutschem Recht weisungsabhängig (§ 146 GVG). Dies führt dazu, dass in der Politik unerwünschte Ermittlungsverfahren oft gar nicht erst eingeleitet werden bzw. (vor)schnell eingestellt werden.
Zu den wichtigsten Kritikern von Ämterpatronage gehören unter anderem Hans Herbert von Arnim sowie Erwin und Ute Scheuch.
In der Politik- und Verwaltungswissenschaft wird der Begriff der Ämterpatronage kaum noch verwendet, weil er zu wenig quantifizierbar ist. Er wurde laut Jörg Auf dem Hövel durch den Begriff der „Parteipolitisierung“ ersetzt.